# Новоборовое
Новоборовое (укр. Новоборове) — село, относится к Старобельскому району Луганской области Украины.

## История
Городок Новый Боровской был построен донскими казаками. Точная дата постройки не известна, но на 1703 год, в период ревизии, он уже существовал не менее 2—5 лет и был построен казаками — выходцами из городка Боровского (ныне часть г. Северодонецк — Боровское). После того, как большинство казаков на Северском Донце и притоках поддержали К.Булавина — все эти земли, включая городок Новый Боровской, были у донских казаков отобраны и переданы в управление слобожанам.
Слобода Новая Боровая являлась центром Ново-Боровской волости Старобельского уезда Харьковской губернии Российской империи.
Население по переписи 2001 года составляло 599 человек.

## Местный совет
92712, Луганська обл., Старобільський р-н, с. Новоборове, вул. Леніна, 84  (укр.)